# Olympische Sommerspiele 1904/Fechten
Bei den III. Olympischen Spielen 1904 in St. Louis fanden fünf Wettbewerbe im Fechten statt. Austragungsort war das Francis Gymnasium, eine Turnhalle unmittelbar neben dem Stadion Francis Field.
Beteiligt waren elf Fechter aus drei Ländern. Gefochten wurde mit Florett, Degen und Säbel, daneben gab es einen Wettbewerb im Stockfechten (Singlestick) und einen nichtolympischen Florett-Wettbewerb für Junioren.

## Medaillenspiegel
| Platz | Land                 | Gold | Silber | Bronze | Gesamt |
| ----- | -------------------- | ---- | ------ | ------ | ------ |
| 1     | Kuba                 | 3    | -      | -      | 3      |
| 2     | Vereinigte Staaten   | 1    | 5      | 4      | 10     |
| 3     | Gemischte Mannschaft | 1    | -      | -      | 1      |

## Ergebnisse

### Florett Einzel
| Platz | Land | Sportler              | Siege |
| ----- | ---- | --------------------- | ----- |
| 1     | CUB  | Ramón Fonst           | 3:0   |
| 2     | USA  | Albertson Van Zo Post | 2:1   |
| 3     | USA  | Charles Tatham        | 1:2   |
| 4     | GER  | Gustav Casmir         | 0:3   |

Datum: 7. September 1904 

9 Teilnehmer aus 3 Ländern
Das Turnier begann zunächst mit zwei Gruppen mit fünf bzw. vier Teilnehmern, in denen jeder gegen jeden focht. Die beiden Gruppenersten kamen in die Finalrunde, in der das gleiche System zur Anwendung kam. In der Finalrunde setzte sich Fonst mit 3:0 Siegen durch. Jedes Gefecht ging über vier Minuten.

### Florett Mannschaft
| Platz | Land | Sportler                                                                    | Siege |
| ----- | ---- | --------------------------------------------------------------------------- | ----- |
| 1     | XXZ  | Ramón Fonst ( CUB) Albertson Van Zo Post ( USA) Manuel Díaz Martínez ( CUB) | 7:2   |
| 2     | USA  | Fitzhugh Townsend Arthur Fox Charles Tatham                                 | 2:7   |
| 3     | –    | nicht vergeben                                                              |       |

Datum: 8. September 1904 

6 Teilnehmer aus 2 Ländern
Beteiligt waren zwei Dreiermannschaften, wobei jeder gegen jeden focht. Es gewann die „gemischte“ amerikanisch-kubanische Mannschaft mit 7:2 Siegen.

### Degen Einzel
| Platz | Land | Sportler              |
| ----- | ---- | --------------------- |
| 1     | CUB  | Ramón Fonst           |
| 2     | USA  | Charles Tatham        |
| 3     | USA  | Albertson Van Zo Post |
| 4     | GER  | Gustav Casmir         |
| 5     | USA  | Fitzhugh Townsend     |

Datum: 7. September 1904 

5 Teilnehmer aus 3 Ländern
Jeder focht gegen jeden. Ein Kampf war jeweils mit dem ersten Treffer entschieden.

### Säbel Einzel
| Platz | Land | Sportler              | Siege |
| ----- | ---- | --------------------- | ----- |
| 1     | CUB  | Manuel Díaz Martínez  | 3:0   |
| 2     | USA  | William Grebe         | 2:1   |
| 3     | USA  | Albertson Van Zo Post | 2:1   |
| 4     | USA  | Theodore Carstens     | 1:2   |
| 5     | USA  | Arthur Fox            | 0:4   |

Datum: 8. September 1904 

5 Teilnehmer aus 2 Ländern
Jeder Teilnehmer focht gegen alle anderen. Gewonnen hatte, wer als erster sieben Treffer erzielte. Das Ergebnis ist nicht bei allen Kämpfen bekannt. Um den zweiten Platz fand ein Entscheidungskampf statt, den Grebe gegen Van Zo Post gewann.

### Singlestick
| Platz | Land | Sportler               | Treffer |
| ----- | ---- | ---------------------- | ------- |
| 1     | USA  | Albertson Van Zo Post  | 11      |
| 2     | USA  | William Scott O’Connor | 8       |
| 3     | USA  | William Grebe          | 2       |

Datum: 8. September 1904 

3 Teilnehmer aus 1 Land
Das Stockfechten stand nur in St. Louis auf dem olympischen Programm und war 1924 in Paris Demonstrationssportart.